# 8. rang HNL-a 2019./20.
4. ŽNL Koprivničko-križevačka je bila jedina liga osmog stupnja hrvatskog nogometnog prvenstva u sezoni 2019./20. 
 
Kao posljedica pandemije COVID-19 u svijetu i Hrvatskoj, u ožujku je došlo do prekida odigravanja nogometnih natjecanja u Hrvatskoj 
 
6. svibnja 2020. Hrvatski nogometni savez je donio odluku o konačnom prekidu natjecanja za 2. HNL i sve ostale niže lige, te se njihov trenutni poredak uzima kao konačan.

## 4. ŽNL Koprivničko-križevačka
| mj.                                                                      | klub                    | ut. | pob. | ner. | por. | gol+ | gol- | bod |
| ------------------------------------------------------------------------ | ----------------------- | --- | ---- | ---- | ---- | ---- | ---- | --- |
| 1.                                                                       | Jadran-Galeb Koledinec  | 10  | 10   | 0    | 0    | 38   | 5    | 30  |
| 2.                                                                       | Mladost Veliki Raven    | 10  | 6    | 0    | 4    | 23   | 17   | 18  |
| 3.                                                                       | Dragovoljac Bočkovec    | 9   | 4    | 1    | 4    | 29   | 15   | 13  |
| 4.                                                                       | Drava Selnica Podravska | 9   | 4    | 1    | 4    | 32   | 23   | 13  |
| 5.                                                                       | Bilogora Gornja Velika  | 9   | 4    | 0    | 5    | 24   | 16   | 12  |
| 6.                                                                       | Bušpan Kozarevac        | 10  | 4    | 0    | 6    | 27   | 35   | 12  |
| 7.                                                                       | Polet Glogovnica        | 9   | 0    | 0    | 9    | 5    | 67   | 0   |
|                                                                          |                         |     |      |      |      |      |      |     |
| odigrano 11 od predviđenih 14, odnosno 21 kolo (trokružno, jesenski dio) |                         |     |      |      |      |      |      |     |

 Izvori: 

 rsssf.com 

 ns-kckz.hr, 4. ŽNL 

 ns-kckz.hr, 4. ŽNL, wayback 

 klikaj.hr 